# Dan-Virgil Voiculescu
Dan-Virgil Voiculescu (14 de junho de 1949) é um matemático romeno.
É professor de matemática na Universidade da Califórnia em Berkeley.